# Традесканция силламонтана
Традеска́нция силламонта́на (лат. Tradescantia sillamontana) — вид многолетних вечнозелёных травянистых растений из рода Традесканция. Этот вид является одним из самых суккулентных и ксерофитных, но одновременно и одним из самых декоративных и экзотичных видов традесканций. Его ареал — засушливые районы северной Мексики.

## Краткое описание
Растение имеет очень характерный и узнаваемый облик. Прежде всего обращает внимание геометрически правильная форма его листьев и практически полная беловолосистая опушённость всех частей растения. И листья, и побеги, и даже бутоны полностью покрыты мягкой белой «паутиной» из волосков, защищающих растение от прямых солнечных лучей и избыточного испарения влаги. Высота побегов 30-40 см, стебли сначала прямостоячие, позднее стелющиеся и укореняющиеся на поверхности почвы. Листья и стебли сплошь покрыты мягкими беловато-прозрачными паутиноподобными волосками. Листья мясистые, яйцевидные, длиной 3-7 см, покрыты более коротким серовато-белым ворсом. Летом из верхушечных точек роста или в пазухах соединительных прицветников появляются цветки, по своему внешнему виду совершенно типичные для рода традесканция. Венчик состоит из трёх ярких лилово-розовых (до сиреневых) лепестков и трёх маленьких чашелистиков.

## Растение в культуре
Традесканция силламонтана — почти такое же простое и неприхотливое в культуре растение, как и другие виды рода Традесканция. Однако, есть и некоторая специфика его выращивания, связанная с условиями его произрастания в природе. В отличие от большинства видов традесканций, этот вид является достаточно типичным растением полупустыни — почти суккулентом и почти ксерофитом. В этом смысле его превосходит, пожалуй только один вид из этого рода, а именно Tradescantia navicularis, для которой определение «ксерофит» и «суккулент» уже применимо вполне, без осторожного добавления «почти». Этому виду необходимо хорошее освещение, однако прямые лучи палящего летнего солнца могут привести к ожогам. Приучать к палящему солнцу следует постепенно, не следует забывать: даже у кактусов случаются ожоги.
Цветёт летом, достаточно обильно, при условии соблюдения основных правил выращивания. Растение быстро изнеживается, теряет декоративность и жирует при обильном поливе, слишком тёмном местоположении и переизбытке азотного питания. Опрыскивать листья не рекомендуется вовсе. Этому виду необходим питательный рыхлый субстрат с хорошим дренажем и содержанием крупнозернистого песка и гравия в почве не менее трети, до половины. Полив в период роста умеренный, зимой содержание почти сухое. Минимальная температура в период стагнации — +10 градусов. Весной — пересадка, деление куста, отбраковывание и подрезание слишком длинных побегов, чтобы достигнуть лучшего ветвления. В субтропической зоне это одно из любимых садовых растений. В Европе иногда выращивается в садах и на альпийских горках, но на зиму либо вносится в прохладную оранжерею, либо защищается от холода и влаги временным укрытием.
Размножение лёгкое: черенками длиной 5-8 см, которые за несколько дней укореняются в песчаной почве (можно даже в воде, но не рекомендуется), или делением куста при пересадке.